# Archibald Alison
Archibald Alison, (13 de noviembre de 1757-1839) fue un sacerdote episcopal y ensayista escocés.

## Comienzos
Nació en Edimburgo, su padre era Patrick Alison, el presbítero de la diócesis de Edimburgo, quien a su vez era el hijo menor de un Alison de Newhall, cerca de Coupar Angus.
Luego de completar sus estudios en la Universidad de Glasgow, donde establece una amistad con Dugald Stewart que durará toda su vida, y en el Balliol College, Oxford, se ordenó sacerdote de la Church of England, y en 1778 fue asignado a la curia de Brancepeth, cerca de Durham. En 1784 se casó con Dorothea, la hija menor del Profesor Gregory de Edimburgo.

## Carrera
Pasó los próximos veinte años de su vida en Shropshire, atendió sucesivamente las barriadas de High Ercall, Roddington y Kenley. En 1800 se mudó nuevamente a Edimburgo, siendo designado incumbente principal de la Capilla de San Pablo en el Cowgate. Durante 34 años ocupó dicho cargo con gran habilidad; sus sermones se caracterizaban por una belleza serena de pensamiento y gracia de composición. Sus sermones tenían tanto éxito y atraían tanto público que fue preciso construir una iglesia más grande en las cercanías para él.
Pasó los años finales de su existencia en Colinton cerca de Edimburgo donde fallece en 1839. Sus restos fueron sepultados en el camposanto episcopal de San Juan en Edimburgo.

## Obras
Además de publicar Life of Lord Woodhouselee, Alison escribió un libro con sermones, del cual hubo varias ediciones, y una obra titulada Essays on the Nature and Principles of Taste (1790) ("Ensayos sobre la Naturaleza y Principios del gusto"), basado en el principio de "asociación". Su hijo mayor, Dr William Pulteney Alison (1790-1859), fue un distinguido profesor de medicina de Edimburgo.